# Institut canadien d'astrophysique théorique

Logo de l'institut.

L'institut canadien d'astrophysique théorique (ICAT ; en anglais Canadian Institute for Theoretical Astrophysics, CITA) est un institut de recherche canadien situé à l'université de Toronto et fondé en 1984 par le Conseil de recherches en sciences naturelles et en génie du Canada. Sa mission est « de favoriser les échanges de la communauté canadienne d'astrophysique théorique et de servir de centre international pour l'excellence des études théoriques en astrophysique. ».
De nos jours, il emploie 7 membres facultaires dont 2 sont à la tête de chaires de recherche canadiennes.
L'ICAT est lié administrativement et académiquement à l'Institut canadien de recherches avancées (CIFAR). Plusieurs membres de l'ICAT sont ainsi également membres du CIFAR.

## Histoire
L'idée d'un institut national d'astrophysique théorique remonte à des discussions tenues par la Société canadienne d'astronomie au début des années 1980. Des comités ont proposé le modèle d'un institut universitaire dirigé par un conseil d'astrophysiciens canadiens. Plusieurs universités canadiennes se sont portées volontaire pour héberger cet institut. L'université de Toronto a gagné la compétition et l'institut a été créé au sein de la School of Graduate Studies en juin 1984, avec pour seul employés le professeur Peter G. Martin comme directeur et le professeur invité de l'université Queen's Richard Henriksen comme assistant administratif, qui travaille à établir CITA, Inc., une entité nationale séparée.
En 1985, Scott Tremaine devient le premier directeur de l'ICAT. Margaret Fukunaga est engagée comme responsable des affaires. Richard Bond devient le deuxième membre facultaire. Ce dernier devient directeur en 1996, puis est remplacé en 2006 par Norman Murray.

## Liste des membres du personnel
| Directeur      | Époque    |
| -------------- | --------- |
| Scott Tremaine | 1984–1996 |
| Dick Bond      | 1996–2006 |
| Norm Murray    | 2006-     |

Membres du personnel notables de l'ICAT :
- Peter G. Martin (depuis 1984)
- Scott Tremaine (1985-1997)
- Dick Bond (depuis 1985)
- Nick Kaiser (1988-1997)
- Norm Murray (depuis 1993)
- Lev Kofman (1998-2009)
- Ue-Li Pen (depuis 1998)
- Chris Thompson (2000)
- Roman Rafikov (2005-2007)
- Harald Pfeiffer (2009).